# Liga Mundial de waterpolo femenino 2008
La Liga Mundial de waterpolo femenino 2008 fue la quinta edición del evento, organizado por el organismo rector mundial de deportes acuáticos, la Federación Internacional de Natación. Después de tres rondas preliminares, la Super Final se celebró en Santa Cruz de Tenerife, España, del 10 al 15 de junio de 2008.

## Ronda preliminar

### América
Canadá y  Estados Unidos clasificaron de manera automática, sin necesidad de un torneo.

### Asia y Oceanía
|    | Equipo    | Pts. | PJ | G | P | GF | GC | Dif. |
| -- | --------- | ---- | -- | - | - | -- | -- | ---- |
| 1. | Australia | 10   | 4  | 4 | 0 | 58 | 26 | +32  |
| 2. | China     | 8    | 4  | 2 | 2 | 63 | 31 | +32  |
| 3. | Japón     | 0    | 4  | 0 | 4 | 22 | 80 | -58  |

| 20 de mayo de 2008 | China | 23-5 | Japón | Tianjin, China |  |

| 21 de mayo de 2008 | China | 9-11 (p) | Australia | Tianjin, China |  |

| 22 de mayo de 2008 | Japón | 4-17 | Australia | Tianjin, China |  |

| 23 de mayo de 2008 | China | 21-4 | Japón | Tianjin, China |  |

| 24 de mayo de 2008 | China | 10-11 (p.) | Australia | Tianjin, China |  |

| 25 de mayo de 2008 | Japón | 3-19 | Australia | Tianjin, China |  |

### Europa
Celebrada en Siracusa, Italia y Atenas, Grecia
|    | Equipo | Pts. | PJ | G | P | GF | GC | Dif. |
| -- | ------ | ---- | -- | - | - | -- | -- | ---- |
| 1. | Rusia  | 18   | 6  | 6 | 0 | 81 | 45 | +36  |
| 2. | Grecia | 12   | 6  | 4 | 2 | 56 | 52 | +4   |
| 3. | España | 4    | 6  | 1 | 5 | 55 | 76 | -21  |
| 4. | Italia | 2    | 6  | 1 | 5 | 52 | 71 | -19  |

España se clasificó como país anfitrión de la Super Final
| 23 de mayo de 2008 | Rusia | 8-7 | Grecia | Siracusa, Italia |  |

| 23 de mayo de 2008 | Italia | 15-13 (p) | España | Siracusa, Italia |  |

| 24 de mayo de 2008 | España | 8-11 | Rusia | Siracusa, Italia |  |

| 24 de mayo de 2008 | Grecia | 9-8 | Italia | Siracusa, Italia |  |

| 25 de mayo de 2008 | Grecia | 11-6 | España | Siracusa, Italia |  |

| 25 de mayo de 2008 | Italia | 6-13 | Rusia | Siracusa, Italia |  |

| 30 de mayo de 2008 | Italia | 7-10 | España | Atenas, Grecia |  |

| 30 de mayo de 2008 | Grecia | 6-14 | Rusia | Atenas, Grecia |  |

| 31 de mayo de 2008 | Grecia | 10-8 | Italia | Atenas, Grecia |  |

| 31 de mayo de 2008 | Rusia | 19-10 | España | Atenas, Grecia |  |

| 1 de junio de 2008 | Italia | 8-16 | Rusia | Atenas, Grecia |  |

| 1 de junio de 2008 | Grecia | 13-8 | España | Atenas, Grecia |  |

## Super Final

### Preliminar
|    | Equipo         | Pts. | PJ | G | P | GF | GC | Dif. |
| -- | -------------- | ---- | -- | - | - | -- | -- | ---- |
| 1. | Estados Unidos | 15   | 5  | 5 | 0 | 49 | 37 | +12  |
| 2. | Rusia          | 10   | 5  | 3 | 2 | 59 | 48 | +11  |
| 3. | Australia      | 8    | 5  | 3 | 2 | 50 | 45 | +5   |
| 4. | Canadá         | 6    | 5  | 2 | 3 | 37 | 44 | -7   |
| 5. | España         | 5    | 5  | 2 | 3 | 47 | 56 | -9   |
| 6. | China          | 1    | 5  | 0 | 5 | 38 | 50 | -12  |

| 10 de junio de 2008 | Australia | 9-10 | Estados Unidos | Santa Cruz de Tenerife, España |  |

| 10 de junio de 2008 | Canadá | 7-15 | Rusia | Santa Cruz de Tenerife, España |  |

| 10 de junio de 2008 | España | 10-9 (p) | China | Santa Cruz de Tenerife, España |  |

| 11 de junio de 2008 | Estados Unidos | 10-6 | Rusia | Santa Cruz de Tenerife, España |  |

| 11 de junio de 2008 | Australia | 10-8 | China | Santa Cruz de Tenerife, España |  |

| 11 de junio de 2008 | España | 12-10 | Canadá | Santa Cruz de Tenerife, España |  |

| 12 de junio de 2008 | Canadá | 7-6 | Australia | Santa Cruz de Tenerife, España |  |

| 12 de junio de 2008 | China | 8-12 | Estados Unidos | Santa Cruz de Tenerife, España |  |

| 12 de junio de 2008 | España | 9-15 | Rusia | Santa Cruz de Tenerife, España |  |

| 13 de junio de 2008 | Canadá | 5-6 | Estados Unidos | Santa Cruz de Tenerife, España |  |

| 13 de junio de 2008 | China | 8-10 | Rusia | Santa Cruz de Tenerife, España |  |

| 13 de junio de 2008 | España | 7-11 | Australia | Santa Cruz de Tenerife, España |  |

| 14 de junio de 2008 | China | 5-8 | Canadá | Santa Cruz de Tenerife, España |  |

| 14 de junio de 2008 | Rusia | 13-14 (p) | Australia | Santa Cruz de Tenerife, España |  |

| 14 de junio de 2008 | España | 9-11 | Estados Unidos | Santa Cruz de Tenerife, España |  |

### Por el 5°
| 15 de junio de 2008 | España | 5-7 | China | Santa Cruz de Tenerife, España |  |

### Por la medalla de bronce
| 15 de junio de 2008 | Australia | 7-6 | Canadá | Santa Cruz de Tenerife, España |  |

### Por la medalla de oro
| 15 de junio de 2008 | Estados Unidos | 7-8 | Rusia | Santa Cruz de Tenerife, España |  |

## Estadísticas

### Clasificación final
| Estados Unidos |
| Rusia          |
| Australia      |
| 4. Canadá      |
| 5. España      |
| 6. China       |